# زیارتگاه سنت آنتونی، کوچیچیکاده
زیارتگاه سنت آنتونی، کوچیچیکاده (انگلیسی: St. Anthony's Shrine, Kochchikade) یک کلیسای کاتولیک رومی در اسقف‌نشین کلیسای کاتولیک رومی کلمبو در سری‌لانکا می باشد. روز ۲۱ آوریل ۲۰۱۹ (در روز عید پاک) این کلیسا یکی از اهداف  رشته بمب‌گذاری‌ها در سرتاسر سری‌لانکا بود.